# Pierre Léandre Hippolyte Barbedette
Pour les articles homonymes, voir Barbedette.
Pierre Léandre Hippolyte Barbedette, né le 6 mars 1827 à Poitiers (Vienne) et mort le 1er février 1901 dans le 8e arrondissement de Paris. Il est député puis sénateur de la Charente-Inférieure, est un compositeur, musicographe et homme politique français.

## Biographie
Pierre Léandre Hippolyte Barbedette naît le 6 mars 1827 à Poitiers.
Magistrat, il est substitut du procureur impérial à La Rochelle, puis juge à ce tribunal. Il démissionne de la magistrature en 1870, après la chute du Second Empire.
Parallèlement à sa carrière dans la magistrature, ses loisirs le portent vers la musique, la composition et la musicographie. Signant Hippolyte Barbedette, il est notamment l'auteur de plusieurs monographies consacrées à des musiciens : Beethoven (1859), Chopin (1861), Weber (1862 ; 2e éd. 1873), Schubert (1866), Mendelssohn (1869).
À partir de juin 1861, il est aussi critique musical au Ménestrel. Le musicologue Joël-Marie Fauquet relève qu'« il se montra assez réticent à l'égard de la musique nouvelle, qualifiant de « wagnériste » tout ce qui heurtait son sens esthétique, bien que sa plume ne manquât pas de finesse ni de discernement ».
Barbedette écrit également dans la presse politique locale. Il est député de la Charente-Maritime de 1878 à 1885, siégeant à l'Union républicaine et soutenant les gouvernements opportunistes. Il est sénateur de la Charente-Maritime de 1885 à 1894 et siège à gauche. Battu au renouvellement de janvier 1894, il retrouve un siège de sénateur lors d'une élection partielle en septembre 1894. Sur l'acte de sa fille en juin 1897, il signe L. Barbedette (Léandre Barbedette).
Il meurt le 1er février 1901, dans le 8e arrondissement de Paris. 

### Sources
- « Pierre Léandre Hippolyte Barbedette », dans Adolphe Robert et Gaston Cougny, Dictionnaire des parlementaires français, Edgar Bourloton, 1889-1891 [détail de l’édition]
- « Pierre Léandre Hippolyte Barbedette », dans le Dictionnaire des parlementaires français (1889-1940), sous la direction de Jean Jolly, PUF, 1960 [détail de l’édition]